# День без автомобиля

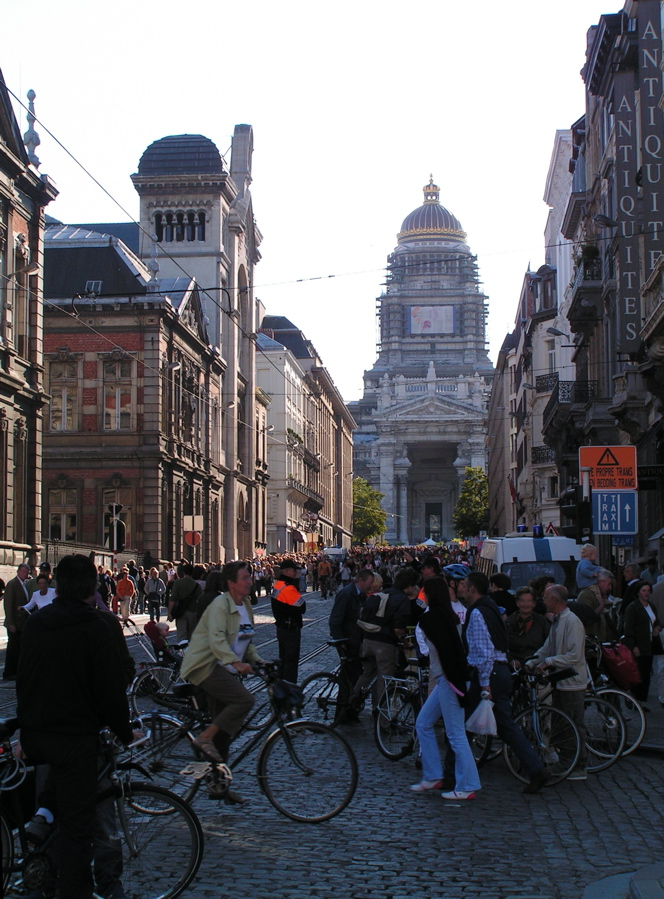
День без автомобилей-2005 в Брюсселе

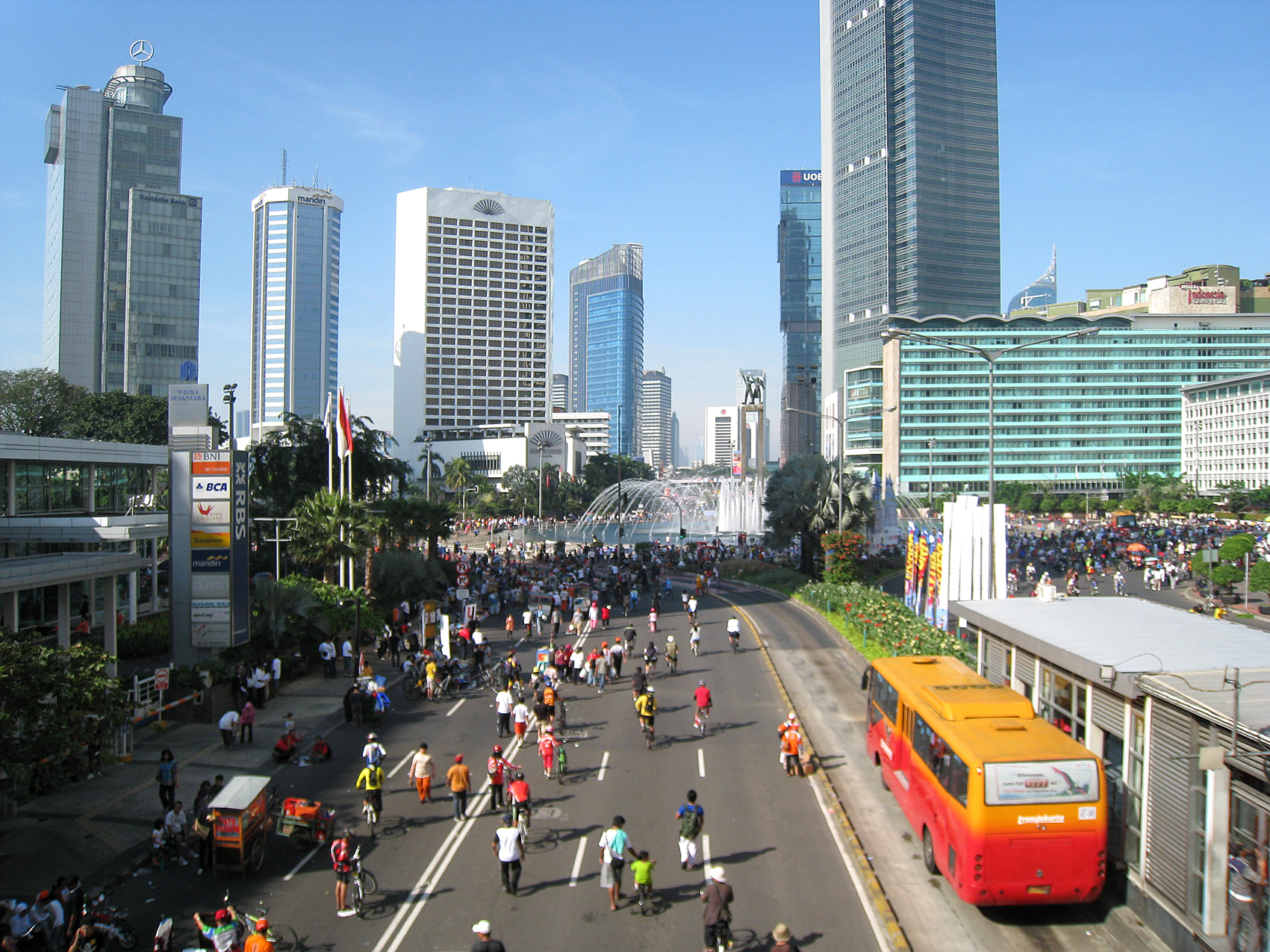
Ежемесячный день без автомобилей в Джакарте, 2010

22 сентября — это Всемирный день без автомобиля, в который автомобилистам (и мотоциклистам) предлагается хотя бы на день отказаться от использования этих потребляющих топливо транспортных средств; в некоторых городах и странах проходят специально организованные мероприятия, которые пропагандирует идею пешего и велосипедного способов передвижения, использования общественного транспорта, а также развитие сообществ с шаговой доступностью мест работы и досуга.
Подобные мероприятия несут в массы идею минимизации использования личного транспорта; они спонтанно проводились в разных городах с начала нефтяного кризиса 1973 года, однако в октябре 1994 на конференции «International Ciudades Accesibles» в Толедо (Испания) Эрик Бриттон  озвучил первый призыв к периодической реализации таких проектов.
В первые два года Дни без автомобилей были проведены в Рейкьявике (Исландия), Бате (Сомерсет, Великобритания) и Ля Рошели (Франция); в 1995 году для поддержания подобных Дней был создан неформальный консорциум World Car Free Days.
Первая национальная кампания была проведена в 1997 году в Великобритании ассоциацией Environmental Transport Association, вторая — в 1998 году во Франции, под названием In town, а в 2000 году Европейская Комиссия распространила кампанию на всю территорию Европейского Союза. В том же году Еврокомиссия удлинила мероприятие до целой недели «European Mobility Week», которая теперь является основным мероприятием, проводимым в рамках идеологии «new mobility».
В 2000 году подобные Дни стали проводиться по всему миру в рамках программы World Carfree Day, проводимой организацией Carbusters (теперь — World Carfree Network);
в том же году Всемирные Дни стали проводиться совместно с программой «Earth Car Free Day» (организация «Earth Day Network»).

## В России
В России акция проходит в Москве 22 сентября с 2008 года. Столичные власти в день без автомобилей снижают расценки на общественный транспорт, выпуская специальные билеты, однако автовладельцы в своём большинстве игнорируют акцию; также в рамках акции в 2012 году в Москве состоялся перезапуск законсервированной трамвайной линии на Лесной улице. Кроме того, известно о проведении мероприятий в честь акции в Курске и Санкт-Петербурге.
С 2009 года День без автомобиля стал отмечаться в городе Уфа; в этот день по улицам города проходит велопробег, который с каждым годом собирает все больше людей.
С 2007 года день без автомобиля отмечается в Екатеринбурге, проходя под названием Критическая Масса; в этот день велосипедисты города следуют в ярко-оранжевой расцветке на малый круг по центральным улицам города, показывая автомобилистам, что они могут сосуществовать с велосипедистами, дороги намеренно не перекрываются и не блокируются велоколонной.
В 2013 году, силами городской службы проката велосипедов, акция прошла в Ростове-на-Дону.
21 сентября 2014 года в Москве день без автомобиля прошёл при поддержке департамента Природопользования и охраны окружающей среды при Правительстве Москвы.

## В Белоруссии
В 2008 году к акции присоединилась Белоруссия. Мероприятие, призванное обратить внимание общественности на экологические проблемы городов, в том числе качество атмосферного воздуха, проходит в республике довольно успешно. Об этом свидетельствуют факты улучшения качества воздуха в городах. Ежегодно 22 сентября предотвращается выброс загрязняющих веществ в атмосферный воздух в объёме от 350 т и более.
В этот день в городах Белоруссии высаживают кустарники и деревья, работает бесплатный прокат велосипедов. А на остановках общественного транспорта водителям, оставившим свою машину у дома, вручают поощрительные призы.
В Минске любой водитель может использовать своё водительское удостоверение и свидетельство о регистрации автомобиля в качестве проездного на все виды общественного транспорта.